# فرانكو بانو
فرانكو بانو (بالإسبانية: Franco Bano)‏ (30 مارس 1986 في الأرجنتين - ) هو لاعب كرة قدم أرجنتيني في مركز الدفاع. لعب مع إستوديانتيس دي لا بلاتا وتيرو فيديرال وميرامار ميشنس ونادي لودوغورتس رازغراد وأتيناس دي سان كارولس وAEK Kouklia ‏.

## وصلات خارجية
- فرانكو بانو على موقع قاعدة بيانات كرة القدم.إي يو (الإنجليزية)
- فرانكو بانو على موقع Soccerway.com (الإنجليزية)